# Шистоцити
Шистоцити (термін походить від грец. σχίζειν — розрив і грец. κυτe — клітина) — фрагменти еритроцитів (червонокрівців), тож в деяких джерелах їх називають "фрагментоцити".  Вони являють собою одне з відхилень у формі еритроцитів, і спричинюються прямолінійним розривом звичайного диска червонокрівця, що є наслідком розділення його на шматочки, на порушеній стінці кровоносних судин або на аномально присутній внутрішньосудинній фібриновій нитці.  Замість того, щоб виглядати як правильний диск, такі еритроцити будуть відзначатися часто зубчастими краями, дуже різноманітною формою та позначатися різними назвами (кератоцит, рогова клітина). Коли більш-менш ціла кулька виглядає скороченою, кажуть про «пікноцити», особливо у дуже маленьких дітей.  Наявність шистоцитів виявляється в мазку крові, взятому зі зразка крові в лабораторії медичного аналізу або в медичній службі. Тут потрібне мікроскопічне спостереження, аби ці частки еритроцитів легко побачити. Вони майже завжди є незвичного вигляду, особливо якщо їх >1% від еритроцитів і за відсутності інших морфологічних відхилень, тож причину їхнього походження треба шукати негайно.

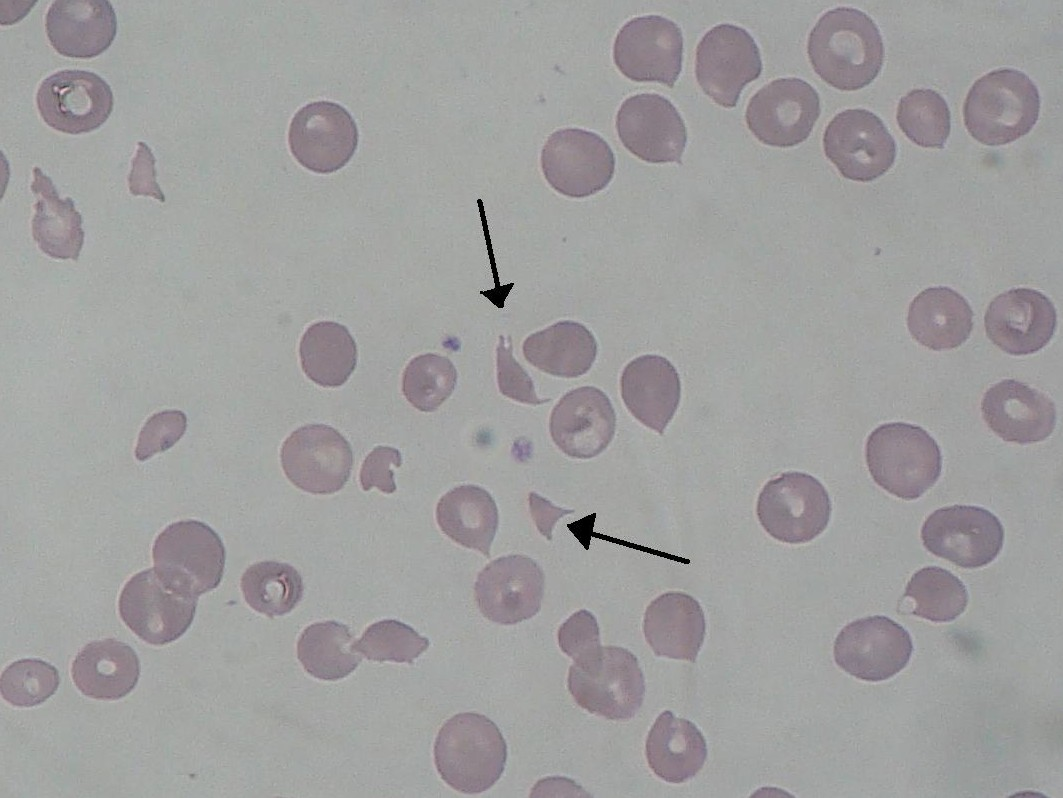
У хворого з гемолітико-уремічним синдромом, шистоцити наявні в мазку крові.

Шистоцитоз трапляється у разі деяких анемій, зокрема анемій механічного походження, а також у людей з наявністю таласемії, захворювань кісткового мозку, фіброзу тощо. Анемії механічного походження здебільшого, представлені мікроангіопатичними тромботичними анеміями, які поділяються на тромботичну тромбоцитопенічну пурпуру (ТТП або синдром Мошковіца) і гемолітико-уремічний синдром (ГУС). Це — обидва випадки негайної медичної допомоги, оскільки уламки тверді, вони можуть закупорювати дрібні капіляри і здатні призвести до відмови органів (нирок, мозку, серця тощо).